# Duke Pearson
Columbus Calvin "Duke" Pearson Jr. (17. august 1932 i Atlanta, Georgia – 4. august 1980) var en amerikansk pianist, komponist, arrangør og producent.
Pearson er nok mest kendt for sit virke i Donald Byrds gruppe i begyndelsen af 1960´erne og for sin store rolle som arrangør og producer på en del plader for selskabet Blue Note.
Han udgav en del plader i eget navn, bl.a. med sit eget big band.
Pearson har foruden spillet med Pepper Adams, Bobby Hutcherson, Thad Jones/Mel Lewis big band, Randy Brecker etc.
Han har arrangeret for f.eks. Hank Mobley, Lou Donaldson, Donald Byrd, Blue Mitchell og Lee Morgan.

## Diskografi i eget navn
- Profile
- Tender Feelings
- Angel Eyes
- Dedication
- Hush!
- Wahoo
- Honeybuns
- Prairie Dog
- Sweet Honey Bee
- The Right Touch
- Introducing Duke Pearson´s Big Band
- The Phantom
- Now Hear This
- How Insensitive
- Merry Ole Soul
- I don´t Care Who Knows It
- It Could Only Happen With You